# Kampfgruppe 88
Die Kampfgruppe 88 (K/88) war ein deutscher Bomberverband. Zusammen mit  der Jagdgruppe 88 (J/88) war die Gruppe die größte Einheit der Legion Condor, die auf Seiten Francos am Spanischen Bürgerkrieg teilnahm und trotz ihrer vergleichsweise bescheidenen Größe einen erheblichen Beitrag zum Sieg über die Spanische Republik beitrug. Die nominale Staffelstärke lag zunächst bei zehn Bombern.
Die mit mehrmotorigen Bombern ausgerüsteten Verbände der Luftwaffe der Wehrmacht wurden in der Regel als Kampfgeschwader oder -gruppe bezeichnet. Eine Ausnahme bildet die einige Monate existierende Versuchsbomberstaffel 88 (VB/88) der Legion Condor. Diese Einheit war formal von der K/88 unabhängig. Sie operierte jedoch eng mit den Staffeln der letzteren und ging auch später als 4. Staffel in dieser auf, weshalb sie hier mit berücksichtigt wird.
Eine Besonderheit stellten die  einmotorigen Sturzkampfbomber („Stuka“) dar, die in geringen Mengen zum Einsatz kamen. Diese gehörten zeitweise auch zur J/88 (siehe dort), letztendlich bildeten sie jedoch als Stuka 88 einen eigenständigen Teil der K/88.

## Geschichte

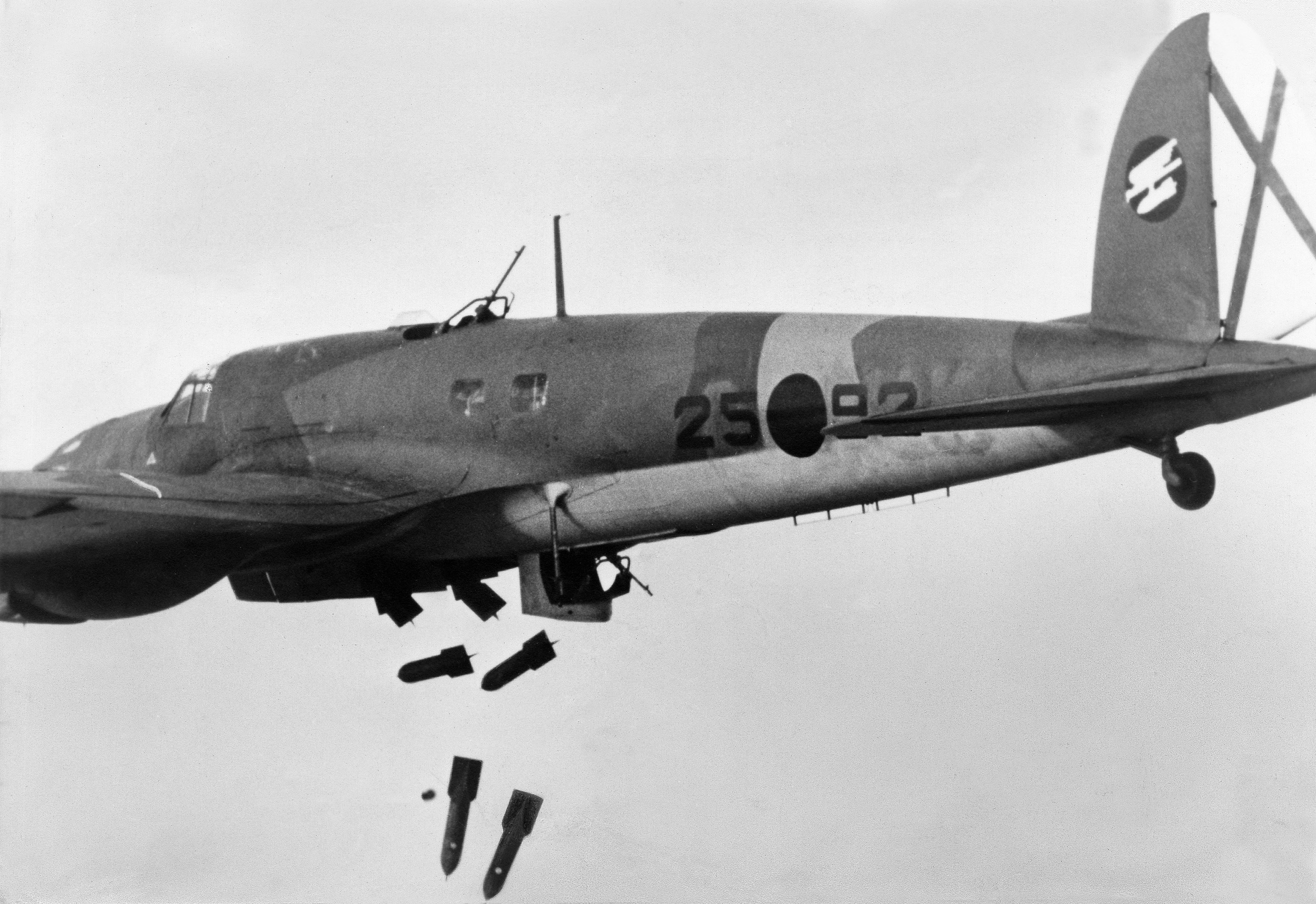
He 111 der K/88 beim Bombenabwurf

Die Ursprünge der Kampfgruppe 88 reichen in die Zeit vor der Aufstellung der eigentlichen Legion Condor bis in den August 1936 zurück, als zunächst sechs der sich in Tablada befindlichen Ju 52/3m zu Hilfsbombern umgebaut wurden. Der erste Bombenangriff erfolgte auf das in Málaga liegende Schlachtschiff Jaime I und in den anschließenden Wochen flogen die Ju 52/3m im ganzen Land Angriffe auf die Regierungstruppen.
Nach der offiziellen Aufstellung der Legion Condor am 7. November wurden 31 weitere Ju 52/3m nach Spanien verlegt, mit denen drei Staffeln (zzgl. einer Stabsmaschine) aufgestellt wurden, die neben der Nachschubbasis Tablada auf dem Flughafen Salamanca-San-Fernando lagen. Den ersten Bombenangriff flogen die 2.(2.K/88) und 3. Staffel (3.K/88) auf den Hafen von Cartagena, einer Nachschubbasis der Republik für Nachschubmaterial aus der diese unterstützenden Sowjetunion und im Dezember 1936 operierte die Gruppe bereits an allen Fronten.
Den Winter über lag der Einsatzschwerpunkt über Zentralspanien, neben der Belagerung von Madrid auch zum Beispiel in der Schlacht von Guadalajara, verlagerte er sich im Frühjahr 1937 nach Norden. Der Haupteinsatzplatz dort war der Flughafen Burgos. In dieser Zeit erfolgte am 26. April dann zusammen mit Bombern der italienischen Aviazione Legionaria der berüchtigte Luftangriff auf Gernika, der in der Weltöffentlichkeit zum Fanal des Krieges wurde. Ende April liefen der 3.K/88 auch die ersten modernen He 111 zu, die Ju 52/3m bildeten jedoch noch für einige Monate das Rückgrat der Gruppe.
Im Juli 1937 verließ die Legion Condor für einige Wochen ihre Einsatzplätze im Norden und verlegte nach Zentralspanien, um in die Schlacht von Brunete einzugreifen. Die K/88 flog ihre Angriffe von Salamanca-Matacán und von Ávila aus. Ebenfalls im Juli erfolgte mit Besatzungen der VB/88 die Aufstellung der 4. Staffel (4.K/88), die mit werkneuen He 111 ausgerüstet wurde. Im gleichen Zeitraum rüstete auch die 1.K/88 auf den neuen Typ um.
Nach der Rückkehr in den Norden, neben Burgos lagen die Bomber zeitweise auch auf den Feldflugplätzen Herrera de Pisuerga und dem benachbarten Calohorra de Boedo, begann im August die Offensive der Nationalspanier auf Santander. Zum Monatsende übernahm die 4.J/88 die restlichen Besatzungen der aufgelösten VB/88 und die folgende Offensive galt Gijón, der letzten größeren Stadt an der Nordküste, die noch von den Republikanern gehalten wurde. Die drei He-111-Staffeln flogen ihre Angriffe von dem soeben eroberten Flughafen Santander-La Albericia, während die letzten Ju 52/3m der 2.J/88 nur noch auf Nebenkriegsschauplätzen in anderen Landesteilen als Hilfsbomber eingesetzt wurden.
Nach der Eroberung Gijóns durch Franco sollte das südliche Aragon das nächste Operationsgebiet werden, wozu die K/88 zunächst nach La Rasa und später nach Saragossa-Sanjurjo verlegte. Im Verlauf der Schlacht von Teruel rüstete auch die 2.J/88 im Januar 1938 als letzte Staffel der Gruppe auf die He 111 um, die während der letzten Wochen der Schlacht in Alfaro lag.
Für den anschließenden Vormarsch der Nationalspanier auf die Mittelmeerküste kehrte die K/88 zunächst nach La Rasa zurück, operierte in Folge später jedoch von Sanjurjo aus, das zum Haupteinsatzplatz der Gruppe in der zweiten Kriegshälfte wurde, wobei Alfaro immer wieder als zweiter Stationierungsort Verwendung fand. Die üblichen taktischen Einsätze gegen frontnahe Ziele wurden im April 1938 kurz unterbrochen: Ein erneuter Bombenangriff auf den republikanischen Nachschubhafen Cartagena wurde am 16. April von Tablada aus geflogen. Die weiteren Einsätze bis in den Frühsommer dienten der Unterstützung von Francos weiterem Vormarsch entlang der Küste Richtung Valencia.
Durch die Ende Juli 1938 gestartete letzte größere Offensive der republikanischen Truppen am Unterlauf des Ebros und der sich daraus ergebenden Ebroschlacht verlagerte sich der Einsatzschwerpunkt nach Südkatalonien. Zu den üblichen taktischen Zielen gehörten insbesondere die Flussübergänge, die teilweise wiederholt zerstört und repariert wurden. Die Brücke  Móra wurde 34 mal bombardiert und dabei fünfmal unterbrochen, die  Ginestar wurde nach 32 Angriffen achtmal unterbrochen. An den Kampfeinsätzen nahmen auch regelmäßig die Maschinen des Stabes teil, sie wurden bisweilen als „5. Staffel“ bezeichnet. Nach dem Ende der Ebroschlacht fanden die meisten Feindflüge weiterhin bis zur vollständigen Eroberung Kataloniens im Osten des Landes statt und in Vorbereitung der letztendlich nicht mehr erforderlich gewesenen Offensive auf Madrid fanden die letzten Kampfeinsätze im Frühjahr 1939 im Zentrum des Landes statt.

### Stuka 88

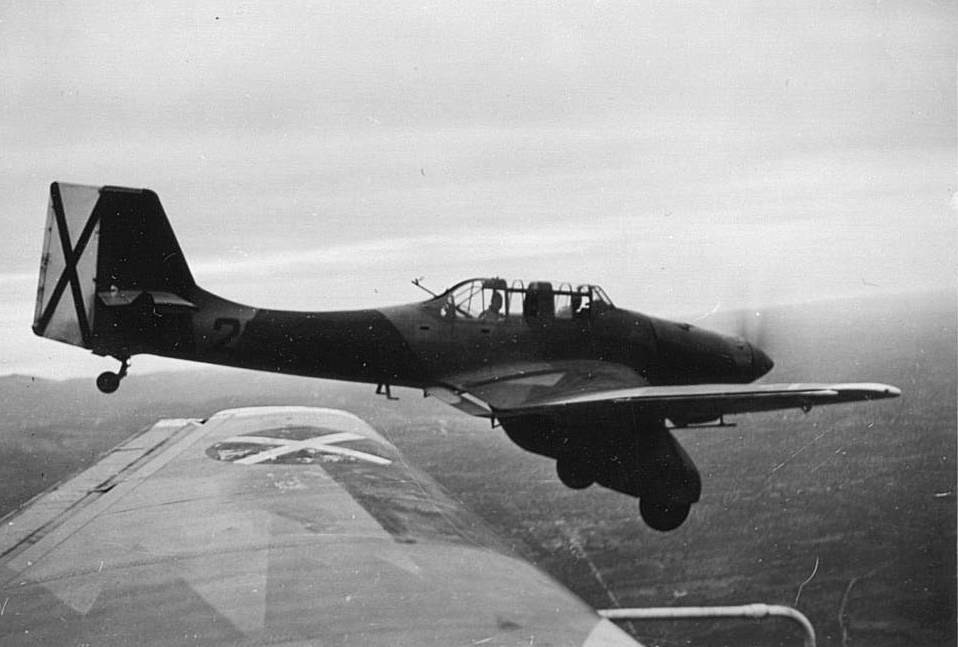
Ju 87A der K/88

Die Stuka-Kette stellte insofern eine Besonderheit dar, als lediglich eine geringe Anzahl Luftfahrzeuge in Spanien zur Einsatzerprobung kamen. Die ersten Einsatzerprobungen neuer Typen erfolgten im Herbst 1936 von Jerez (Heinkel He 50, Henschel Hs 123) und Tablada (Junkers  Ju 87) aus.
Anfang April 1937 übernahm die 2.K/88 die Hs 123 der aufgelösten Versuchsjagdgruppe 88 (VJ/88), in der die einsitzigen Henschels  als separate Stuka 88-Kette noch einige Monate weiter erprobt wurden. Im Frühsommer 1937 wurden die verbliebenen Maschinen an die Aviación Nacional (nationalspanische Luftstreitkräfte) abgegeben; die Zukunft gehörte der zweisitzigen Ju 87.
Die ersten drei Einsatzflugzeuge, Ju 87A, trafen jedoch erst im Januar 1938 ein und bildeten zunächst die hierzu aufgestellte 5. Staffel der J/88. Im Juli 1937 wurde die Ju-87-Kette als (zweite) Stuka 88 der K/88 direkt unterstellt. Während der Ebroschlacht kam die Stuka-Kette, inzwischen um zwei weitere Ju 87A verstärkt, vielfach zusammen mit den He-111-Horizontalbombern zum Einsatz, insbesondere gegen die Ebro-Brücken.
Im Oktober 1938 erfolgte die Umrüstung der Einheit auf fünf neue Ju 87B, die, wie auch die He 111, meist von Sanjurjo aus operierten. Im Januar 1939 wurden Frachter im Hafen von Tarragona attackiert und die letzten Einsätze erfolgten im Frühjahr 1939 gegen Ziele im Zentrum des Landes.

### Versuchsbomberstaffel 88
Das Auftauchen schneller Jagdflugzeuge sowjetischer Bauart auf republikanischer Seite zum Jahresende 1936 zwang die weit langsameren Ju 52/3m zu Nachteinsätzen. Daher wurde beschlossen, umgehend die neuesten Entwicklungen der deutschen Luftfahrtindustrie in Spanien im Kampfeinsatz zu erproben. Die Führung der von der K/88 unabhängigen Versuchsbomberstaffel 88 (VB/88) wurde Oberleutnant Rudolf Freiherrn von Moreau, dem erfahrensten Führer mehrmotoriger Flugzeuge in Spanien, übertragen.
Nachdem er und einige der erfahrensten Besatzungen der 1.K/88 Anfang 1937 in Deutschland auf die neuen Muster umgeschult worden waren, trafen Mitte Februar je vier He 111B, Do 17E und Ju 86D in Spanien ein. Die ersten Einsätze flog die VB/88 von Salamanca aus, die letzten zehn Tage des März bereits vom neuen Flugfeld in Matacán. Zum Monatsende folgte die VB/88 der K/88 nach Burgos in den Norden, wo sie fortan parallel mit letzterer eingesetzt wurde. Während der Schlacht von Brunete lag die Staffel in den letzten drei Juliwochen erneut in Salamanca und kehrte zum Monatsende zurück nach Burgos, um zusammen mit dem Rest der Legion Condor die Bodenoffensive gegen Santander vorzubereiten.
Im Juli 1937 war unter Oberleutnant von Moreau bereits ein erster Teil der VB/88 in die neu aufgestellte 4.K/88 überführt worden und zum Monatsende August 1937 erfolgte die endgültige Auflösung dieser Erprobungseinheit. Die „schweren“ Bomber He 111 erhielt die Kampfgruppe 88, während die „leichten“ Do 17 zur Aufklärungsstaffel 88 kamen. Die Ju 86 hatte sich nicht bewährt, die verbliebenen Exemplare erhielt die Aviación Nacional.

## Bilanz
Die Legion Condor setzte insgesamt 105 Ju 52/3m (Spitzname „Pablo“) und 82 He 111 („Pedro“) verschiedener Baureihen ein (B, E). Viele Flugzeuge gingen verloren, zirka ein Viertel der Ju 52 und 49 He 111. Dabei überstiegen die Verluste durch Feindeinwirkung die durch Unfälle. Die Mehrzahl der Einsätze erfolgte gegen taktische Ziele, wie Truppenansammlungen, Materialnachschub und Infrastruktureinrichtungen frontnah oder im rückwärtigen Frontraum.
Es wurden jedoch auch zivile Ziele zerstört, der tödlichste dieser Einsätze war der auf Gernika. Vereinzelt wurden auch strategische Ziele, wie die weiter im Hinterland liegenden Häfen, über die der militärische Nachschub der Spanischen Republik, hauptsächlich aus der Sowjetunion, angelandet wurde, bombardiert.
Als schwierig zu zerstörende Ziele erwiesen sich Flussübergänge: Die Ebroschlacht 1938, bei der bereits die modernen He 111 zum Einsatz kamen, zeigte, dass nur ein geringer Prozentsatz der Angriffe das Ziel erreichte. Auch beim bereits 1937 erfolgten Angriff auf die Brücke in Gernika, der auf deutscher Seite hauptsächlich noch mit den zu Hilfsbombern umgebauten Ju 52/3m geflogen wurde, wurde die Brücke nicht zerstört.
Wie in vielen folgenden Kriegen waren Luftschläge die Basis für den anschließenden Erfolg der Bodentruppen. Die ersten Ziele waren die gegnerischen Militärflugplätze um nach (im besten Fall) Ausschaltung der gegnerischen Luft- dessen  Landstreitkräfte für den folgenden Bodenangriff weitestgehend zu schwächen. Das letzte Beispiel dieser Strategie war der Bürgerkrieg in Libyen (2011), bei dem das Eingreifen ausländischer Luftstreitkräfte die Voraussetzung für den Sieg über Gaddafi schuf.
Auf Seiten Francos flogen neben der Legion Condor auch noch die italienische Aviazione  Legionaria und die nationalspanischen Luftstreitkräfte. Letztere erhielten im Verlauf des Krieges viele gebrauchte Flugzeuge der Legion Condor mit hoher Anzahl Flugstunden. Mit Verlauf des Krieges dienten auch vermehrt Spanier in der K/88, die ersten trafen Anfang August 1938 ein.

## Bekannte Angehörige
Gruppenkommandeure
- Major Robert Fuchs, 1. November 1936 bis 15. August 1937
- Major Carl von Wechmar, ? bis ?
- Major Karl Mehnert, ? bis September 1938
- Major Friedrich Härle, September 1938 bis März 1939, kam bei der Explosion seiner He-111 im Bereich Madrid/Vicálvaro ums Leben
- Major Andreas Nielsen, 21. März bis 30. Juni 1939

Staffelkapitäne der 1. Staffel
- Oberleutnant Heinz Liegnitz, November bis Dezember 1936, kam beim Abschuss seiner Maschine ums Leben
- Oberleutnant, Dezember 1936 bis Oktober 1937
- Hauptmann Heinz Trettner, Oktober bis Dezember 1937
- Hauptmann Hans Schulz, Dezember 1937 bis Juli 1938
- Hauptmann Karl-Heinrich Heyse, Juli bis November 1938
- Oberleutnant Ernst Püttmann, November 1938 bis Juni 1939

Staffelkapitäne der 2. Staffel
- Oberleutnant Michael (?) Brasser, November 1936 bis März 1937
- Oberleutnant Hans-Henning Freiherr von Beust, März bis Dezember 1937
- Oberleutnant Rolf Schröter, Dezember 1937 bis September 1938
- Hauptmann Kurt-Eckhard Allolio, September 1938 bis Frühjahr 1939
- Hauptmann Horst Freiherr Treusch von Buttlar-Brandenfels, Frühjahr bis Juni 1939

Staffelkapitäne der 3. Staffel
- Hauptmann Ehrhardt, November 1936 bis Juni 1937
- Oberleutnant Adolf Koch, Juni bis August 1937
- Oberleutnant Wolfgang Schlenkhoff, August 1937 bis Januar 1938
- Hauptmann Heinz Fisher, Januar bis September 1938
- Oberleutnant Thilo von Janson, September bis Oktober 1938, kam bei der Explosion seiner He-111 im Bereich La Fatarella ums Leben
- Hauptmann Friedrich Winkler, November 1938 bis Juni 1939

Staffelkapitäne der 4. Staffel
- Oberleutnant Rudolf Freiherr von Moreau, Juli bis November 1937 (war bereits vor Aufstellung der Legion Condor im November ab Juli 1936 erster Befehlshaber des Ju-52/3m Kontingents in Spanien, aus dem auch die K/88 hervorging, siehe auch unter VB/88 unten)
- Hauptmann Wolfgang Neudörffer, November 1937 bis Mai 1938 (siehe auch unter VB/88 unten)
- Hauptmann Karl-Heinrich Heyse, Mai 1938 bis Juli 1938

Sonstige
- Leutnant Alexander Freiherr von Blomberg (Sohn von Werner von Blomberg)
- Oberleutnant Gustav Friedrich Graf zu Castell-Castell (aus dem Adelsgeschlecht derer von Castell)
- Leutnant Hans-Wolrad Dölling, später Brigadegeneral der Luftwaffe der Bundeswehr
- Leutnant Hajo Herrmann, später Anwalt
- Hauptmann Karl Wolfien, später Chef des Materialamtes der Luftwaffe der Bundeswehr

Stuka 88
- Oberleutnant Fritz Glanser, Juli 1938 bis Januar 1939
- Oberleutnant Hein Bohne, Januar bis Juni 1939

Versuchsbomberstaffel 88
- Oberleutnant Rudolf Freiherr von Moreau, Januar bis Juni 1937
- Hauptmann Wolfgang Neudörffer, Juni bis August 1937